# Myrmica curiosa
Myrmica curiosa  (лат.) — вид мелких муравьёв рода Myrmica (подсемейство мирмицины).

## Распространение
Китай (Хунань, Сычуань, Юньнань).

## Описание
Мелкие коричневые муравьи длиной около 5 мм с длинными шипиками заднегруди. Грудь узкая, удлинённая. Жевательный край жвал с многочисленными зубцами (от 11 до 13). Стебелёк между грудкой и брюшком состоит из двух члеников: петиолюса и постпетиолюса (последний четко отделен от брюшка), жало развито, куколки голые (без кокона).

## Систематика
Сочетает признаки различных видовых групп мирмик (отсюда и "курьёзное" название - curiosa). Напоминает виды из групп Myrmica ritae-group (длинный скапус, крупный размер, узкая и длинная грудь), Myrmica inezae-group (форма петиоля) и Myrmica rubra-group (форма клипеуса и лобных валиков). Более того, длинные, многозубчатые мандибулы напоминают муравьёв сестринского рода Manica, поэтому сходен только с мирмиками вида Myrmica hecate. Вид был впервые описан в 2008 году.